# Liste der Bodendenkmale in Bismark (Altmark)
In der Liste der Bodendenkmale in Bismark (Altmark) sind alle Bodendenkmale der Stadt Bismark (Altmark) und ihrer Ortsteile aufgelistet. Grundlage ist die Auflistung von Johannes Schneider aus dem Jahr 1986 und die Veröffentlichung der Landesdenkmalliste mit Stand vom 25. Februar 2016. Die Baudenkmale sind in der Liste der Kulturdenkmale in Bismark (Altmark) aufgeführt.
| Denkmal-ID | Fundart                | Ortsteil        | Bezeichnung                                   | Zeitstellung | Lage                                                                  | Bemerkungen | Bild |
| ---------- | ---------------------- | --------------- | --------------------------------------------- | ------------ | --------------------------------------------------------------------- | --- | ---- |
| 428310059  | Grabmal > Grabhügel    | Arensberg       | Grabhügel                                     | Neolithikum  | ca. 1 km nordöstl. vom Ort ()                                         | Durchmesser: ca. 10–12 m, Höhe ca. 1,00–1,50 m; stark gestört (wohl Raubgräber). In der Störung befindet sich ein Findling. Kleinere sichtbare Steine können zu einem Steinkreis gehören.                                                                                              |      |
| 428310085  | Befestigung > Burg     | Badingen        | überbaute Burganlage?                         | undatiert    | im Ort, Rittergut/Schloss ()                                          | Der größte Bereich der Anlage befindet sich auf einem eingezäunten Park mit Herrenhaus/Gutshaus. |      |
| 428310063  | besonderer Stein       | Badingen        | Findling, Kultstätte?                         | undatiert    | westl. vom Ort (‚Badinger Holt‘) (Lage)                               | Findling, Abmaß: ca. 1,90 m * bis zu 1,50 m, Höhe ca. 0,70 m. Der Stein liegt dicht nördl. des Feldweges auf einer Grabenböschung im heutigen Wiesengelände (früher wohl Moor). Es könnte sich um eine Kultstätte handeln.                                                             |      |
| 428310032  | besonderer Stein       | Badingen        | Steinkreuz                                    | Mittelalter  | Rosa-Luxemburg-Straße (Lage)                                          | Das Sühne-Kreuz befindet sich in der Rosa-Luxemburg-Straße direkt auf der Friedhofsmauer (später aufgesetzt). Es besteht aus gräulich-grünen Buntsandstein |      |
| 428310002  | Befestigung > Wall     | Badingen        | Burgwall                                      | Mittelalter  | Niederungslage nördl. (Lage)                                          | Wohl natürliche Anhöhe, die für die Burganlage genutzt wurde. Die daran angrenzende Straße hat den Randbereich der Anlage teilweise zerstört. Burganlage stammt wohl aus dem Mittelalter                                                                                               |      |
| 428302193  | Grabmal > Megalithgrab | Beesewege       | Großsteingrab                                 | Neolithikum  | (Lage)                                                                | Die noch vorhandenen zwei Steine dieses Grabes, die vermutlich zur Kammer gehören, lassen keine Rückschlüsse mehr auf Typ und Größe dieser Anlage zu. |      |
| 428310061  | Grabmal > Megalithgrab | Beesewege       | teilzerstörtes Megalithgrab                   | Neolithikum  | südöstl. ()                                                           | Im Umfeld der beiden großen Findlinge befinden sich noch kleinere Findlinge und Lesesteinhaufen. Die noch vorhandenen Steine können von der Kammer stammen. Die Größe und der Grabtyp können nicht ermittelt werden.                                                                   |      |
| 428310142  | Befestigung > Burg     | Bismark         | Burgwallanlage „Burgstall“                    | Mittelalter  | im Südteil des Ortes, Alte Str. 37/38 (Lage)                          | 1209 urkundlich erwähnt (Bisopesmarcke), seit 1. März 1957 unter Schutz! Die Anlage befindet sich auf einer Anhöhe (ehemaliges Gartenland). Sie ist stark bewachsen und besitzt eine ovale Form (ca. 30 * 20 m).                                                                       |      |
| 428310005  | Grabmal > Megalithgrab | Bülitz          | Megalithgrab                                  | Neolithikum  | im Wald, dicht westl. (Lage)                                          | Großdolmen mit 5 Wandsteinpaaren und trapezförmiger Umfassung. Am Grab befindet sich eine steinerne Gedenktafel(?), wohl des 18. Jh. Diese ist stark verwittert und fast unleserlich.                                                                                                  |      |
| 428310006  | Befestigung > Wall     | Deetz           | Landwehr mit Warthe                           | Mittelalter  | westlich (Lage)                                                       | Die Landwehr besitzt einen Doppelgraben, Wälle noch ca. 4–5 m hoch. Durch sehr starken Bewuchs sind die Wälle im Sommer nicht begehbar. Die Warthe wurde 1372 errichtet. Die Landwehr ist bereits 1238 erwähnt.                                                                        |      |
| 428310060  | Befestigung > Burg     | Dobberkau       | Burgstelle                                    | Mittelalter  | südwestl. vom Ort „Borgstall“ ()                                      | Leichte Erhebung im Gelände. |      |
| 428310024  | Grabmal > Megalithgrab | Friedrichsfleiß | zerstörtes Megalithgrab?                      | Neolithikum  | (Lage)                                                                | Vermutlich im 19. Jh. zerstört. Standort in der Nähe des Grabes v. Grassau. Wohl Reste eines zerstörten Megalithgrabes. Es sind noch 9 Steine bzw. deren Reste vorhanden. Mindestens noch 1 Stein in situ (hochkant) eingegraben.                                                      |      |
| 428310009  | Grabmal > Megalithgrab | Grassau 1       | Megalithgrab von Grassau                      | Neolithikum  | im Wald, östl. (Lage)                                                 | |      |
| 428310090  | Grabmal > Grabhügel    | Käthen          | Grabhügel ‚Spitzberg‘ / ‚Spitzer Berg‘        | undatiert    | ca. 4 km westl. vom Ort (Lage)                                        | Sehr markanter Hügel im Gelände. Er ist kegelförmig, ca. 20 m hoch und besitzt einen Durchmesser von ca. 100 m an der Basis. Die Hügelspitze kann auf einen seitlichen angelegten Weg erklommen werden. Der Hügel ist oben getrichtert.                                                |      |
| ?          | Grabmal > Grabhügel    | Käthen          | Grabhügel ‚Rummelberg‘                        | undatiert    | 4 km nordwestl. vom Ort (Lage)                                        | nordwestl. Rummelberg, südwestl von Klinke |      |
| 428310030  | Grabmal > Megalithgrab | Kläden          | umgesetztes Megalithgrab                      | Neolithikum  | Klädener Dorfstraße (Kirchhof) (Lage)                                 | Ursprünglich auf dem PKG-Kaufhausgelände, heute auf dem Kirchhof. Die Anlage ist gut gepflegt. |      |
| 428310012  | Grabmal > Megalithgrab | Kläden          | 2 (?) Megalithgräber, nur 1 Megalithgrab      | Neolithikum  | im Feld, nördl. (Lage)                                                | Die Anlage müsste dringend besser gepflegt werden. |      |
| 428310136  | Grabmal > Grabhügel    | Könnigde        | 2 Grabhügel                                   | undatiert    | ()                                                                    | Grabhügel 1: Durchmesser ca. 15 m, Höhe bis ca. 1,00 m Grabhügel 2: Durchmesser ca. 10 m, Höhe bis ca. 0,80 m, unsicher, evtl. Düne |      |
| 428310062  | Grabmal > Grabhügel    | Könnigde        | Grabhügel ‚Spitzer Berg‘                      | undatiert    | südöstl. vom Ort (Lage)                                               | Durchmesser ca. 15 m, ca. 0,60–0,80 m hoch. Mehrere kleine Eingrabungen (wohl Raubgräber) vorhanden. |      |
| 428310135  | Grabmal > Grabhügel    | Könnigde        | Grabhügel, seit 22. Februar 1977 unter Schutz | Bronzezeit   | südl. des Weges Holzhausen–Schäplitz, „Spitzer Berg“ (Lage)           | Notbergung. Durchmesser ca. 15–20 m, Höhe ca. 1,50–2,00 m. Mehrere Störungen, u. a. ein größerer Trichter erkennbar. Viele kleinere Findlinge. |      |
| 428310137  | Grabmal > Grabhügel    | Könnigde        | Grabhügel                                     | undatiert    | 200 m nordöstl. vom Ort ()                                            | Grabhügel 1: Durchmesser ca. 8–10 m, Höhe ca. 0,80 m, mit Eingrabungen hauptsächlich in den Randbereich Grabhügel 2 – evtl. Düne?: Durchmesser ca. 12–15 m, Höhe ca. 0,80 m, mit Eingrabungen hauptsächlich in den Randbereich Grabhügel 3 – evtl. Düne?: Dm. ca. 6 m, Höhe ca. 0,80 m |      |
| ?          | Befestigung            | Peulingen       | Burghügel                                     |              | im Dorf (Lage)                                                        | Standort der Kirche |      |
| 428310026  | Befestigung            | Querstedt       | Kirchenruine der Wüstung Rassau               | Mittelalter  | nordöstl. vom Dorf (Lage)                                             | Reste einer Feldsteinkirche der Wüstung Rassau, wohl des 13. Jh., Mauerwerk obertägig ca. 8 m lang und bis ca. 1,80 m Höhe erhalten, Fundamente stecken komplett im Boden. |      |
| ?          | Grabmal > Megalithgrab | Schäplitz       | Hügelgräber (2)                               |              | Im Wald, nördlich des Orts ()                                         | |      |
| 428310023  | Grabmal > Megalithgrab | Schernikau      | zerstörtes Megalithgrab                       | Neolithikum  | (Lage)                                                                | Ansammlung von Findlingen (noch ca. 12 m* 5 m) in der Nähe eines großen Grabhügels. |      |
| ?          |                        | Schernikau      | Siedlung                                      | Neolithikum  | Östlich des Orts ()                                                   | Letzte Ausgrabung Museum Stendal 1975. |      |
| 428310015  | Grabmal > Grabhügel    | Schernikau      | Grabhügel                                     | Neolithikum  | östl. (Lage)                                                          | Letzte Ausgrabung Museum Stendal 1975. Großer Hügel, Durchmesser ca. 40 m, Höhe ca. 4 m, evtl. überdecktes Megalithgrab? |      |
| 428310055  | Befestigung            | Schinne         | Befestigung (Grabungsbefund! – kein OBD!)     | undatiert    | westl. vom Ort, Klinkower Worthe ()                                   | Strukturen nicht erkennbar. |      |
| 428310025  | Grabmal > Grabhügel    | Schönfeld       | Grabhügel                                     | Bronzezeit   | (Lage)                                                                | Durchmesser ca. 10–12 m, Höhe ca. 1,00–1,50 m |      |
| 428310016  | Grabmal > Grabhügel    | Schorstedt      | Grabhügel „Silberberg“, evtl. Burghügel?      | Neolithikum  | Waldrand (Lage)                                                       | Stark beschädigt. Sehr großer Hügel, Durchmesser ca. 50–60 m, Höhe ca. 4–5 m. Eingezäunt und schwer zu finden. Im 19. Jh. auch als ‚Güldene Wiege‘ bezeichnet. Grabhügel oder Burghügel.                                                                                               |      |
| 428310056  | Befestigung > Wall     | Schorstedt      | Befestigung/Wall                              | undatiert    | nordöstl. des Bahnhofs Schorstedt, Wort (Geländeerhöhung) ()          | Hochfläche. Auf einer privaten eingrenzenden Pferdekoppel. |      |
| 428310058  | besonderer Stein       | Steinfeld       | Schälchenstein                                | Bronzezeit   | Dorfstraße, eingemauert im Sockel der westl. Grundstücksbegrenzung () | Saniertes Privatgelände (früher wohl Stall) auf dem Grundstück Dorfstraße 10. Der Stein ist dort nicht mehr zu sehen. Geländesockel erneuert oder neu verblendet. |      |
| 428310018  | Grabmal > Megalithgrab | Steinfeld       | Megalithgrab                                  | Neolithikum  | dicht nördl. am Dorf (Lage)                                           | Sehr gut gepflegte Anlage. |      |